# Traganum
Traganum es un género de plantas fanerógamas con cuatro especie pertenecientes a la familia Amaranthaceae.

## Taxonomía
El género fue descrito por Alire Raffeneau Delile y publicado en Description de l'Égypte, . . . Histoire Naturelle, Tom. Second 204. 1812. (1813-1814) La especie tipo es: Traganum nudatum

## Especies
| - Traganum acuminatum - Traganum gracile - Traganum moquinii - Traganum nudatum |